# هيروكي كاتو
هيروكي كاتو (باليابانية: 加藤 広樹) (31 يوليو 1986 في هيراتسوكا في اليابان – )؛ هو لاعب كرة قدم ياباني سابق كان يلعب كمدافع.

## وصلات خارجية
- هيروكي كاتو على موقع رابطة كرة القدم اليابانية للمحترفين (اليابانية)
- هيروكي كاتو على موقع قاعدة بيانات كرة القدم.إي يو (الإنجليزية)
- هيروكي كاتو على موقع Soccerway.com (الإنجليزية)